# Finnbrännan
Finnbrännan är ett naturreservat i Ljusdals kommun i Gävleborgs län.
Området är naturskyddat sedan 2006 och är 9 hektar stort. Reservatet består av grannaturskog  med grova träd och döda träd. 